# Delphinium giraldii
Delphinium giraldii är en ranunkelväxtart som beskrevs av Friedrich Ludwig Diels. Delphinium giraldii ingår i släktet storriddarsporrar, och familjen ranunkelväxter. Inga underarter finns listade i Catalogue of Life.